# Acantholimon confertiflorum
Acantholimon confertiflorum är en triftväxtart som beskrevs av Bokhari. Acantholimon confertiflorum ingår i släktet Acantholimon och familjen triftväxter. Inga underarter finns listade i Catalogue of Life.